# 圣艾尼昂 - 努瓦耶站
圣艾尼昂 - 努瓦耶站是法国的一个铁路车站，位于法国卢瓦-谢尔省市镇谢尔河畔努瓦耶境内，靠近圣艾尼昂。
圣艾尼昂 - 努瓦耶站也是距离法国中部博瓦勒野生动物园（法語：Zoo Beauval）最近的铁路车站。

## 位置
圣艾尼昂 - 努瓦耶站位于谢尔河畔努瓦耶市区的西北部，维耶尔宗－圣皮耶尔代科尔铁路254.518公里处。车站大致呈东西走向，开口朝南。

## 站台设置
| 北↑ |             |               |
|     | 侧式        |               |
|     |             | 维耶尔宗方向→ |
|     |             | ←图尔方向     |
|     | 侧式 主站房 |               |
| 南↓ |             |               |

## 停靠线路
以下列车线路在圣艾尼昂 - 努瓦耶站停靠：
| File:Sncf-logo.svg 圣艾尼昂 - 努瓦耶站列车线路表 |                         |                       |            |              |
| 线路                                             | 车种                    | 上一站                | 下一站     | 大致运行频率 |
| 讷韦尔/布尔日/维耶尔宗—图尔                      | TER Centre-Val-de-Loire | 谢尔河畔塞勒          | 蒙特里沙尔 | 每天8趟左右  |
| 维耶尔宗/圣艾尼昂—图尔                           | TER Centre-Val-de-Loire | 谢尔河畔塞勒/（起点） | 泰塞       | 每天4趟左右  |
| 1.                                               |                         |                       |            |              |

## 配套交通

### 长途客车
| 停靠圣艾尼昂 - 努瓦耶站的大巴车 |                                   |                                                                      |
| 上下车地点                      | 运营单位                          | 主要线路及目的地                                                     |
| 圣艾尼昂 - 努瓦耶站门口         | 中央-卢瓦尔河谷 大区城际客运 Rémi | 5 谢尔河畔圣罗曼 · 孔特尔 · 科尔默赖 · 瑟莱特 · 维讷伊 · 布卢瓦      |
| 圣艾尼昂 - 努瓦耶站门口         | Car TER                           | （当铁路线施工或罢工时，SNCF可能也会提供途径该线路沿途站点的大巴车） |
| 1. 2. 3.                        |                                   |                                                                      |

### 城市公共交通
圣艾尼昂 - 努瓦耶站附近暂无固定的城市公共交通线路。

### 社会车辆
圣艾尼昂 - 努瓦耶站门口设有社会车辆停车场。

## 临近车站
| 圣艾尼昂 - 努瓦耶站（Gare de Saint-Aignan - Noyers） |                              |                |
| 上行车站                                             | 线路                         | 下行车站       |
| 谢尔河畔塞勒站 13.5km ←                              | 维耶尔宗－圣皮耶尔代科尔铁路 | 泰塞站 → 6.7km |
| - 本表仅显示运营中的线路及车站                       |                              |                |